# Kirill Trofimovič Mazurov
Kirill Trofimovič Mazurov (in russo Кирилл Трофимович Мазуров?; Rudnja-Pribytovskaja, 7 aprile 1914, 25 marzo del calendario giuliano – Mosca, 19 dicembre 1989) è stato un politico sovietico.

## Biografia
Nato nel Governatorato di Mogilёv, si diplomò nel 1933 presso l'Istituto tecnico delle comunicazioni stradali di Gomel' e lavorò nel settore fino al 1936. Servì poi nell'Armata Rossa fino al 1938, e successivamente ebbe incarichi nella sezione bielorussa del Komsomol, dove operò anche nella Seconda guerra mondiale, durante la quale diresse il movimento partigiano. In seguito completò la Scuola superiore del partito (1947), fece carriera nella sezione repubblicana del PCUS e divenne Presidente del Consiglio dei ministri della RSS Bielorussa (1953-1956).
Dal 1952 al 1981 fu membro del Comitato Centrale del PCUS e dal 1956 al 1965 Primo segretario del Partito Comunista della Bielorussia, mentre dal 1957 al 1978 fu membro prima del Presidium del Comitato centrale del PCUS e poi del Politburo: dopo la morte del suo protegé Mašerov il gruppo dei bielorussi, che si muoveva sotto il suo patronato, perse potere, come dimostra il trasferimento di un outsider - Tichon Kiselëv - a guidare il partito comunista a Minsk.
Ritiratosi in pensione, dal 1986 al 1989 presiedette il Consiglio dei veterani di guerra e del lavoro.